# North Dakota State Bison

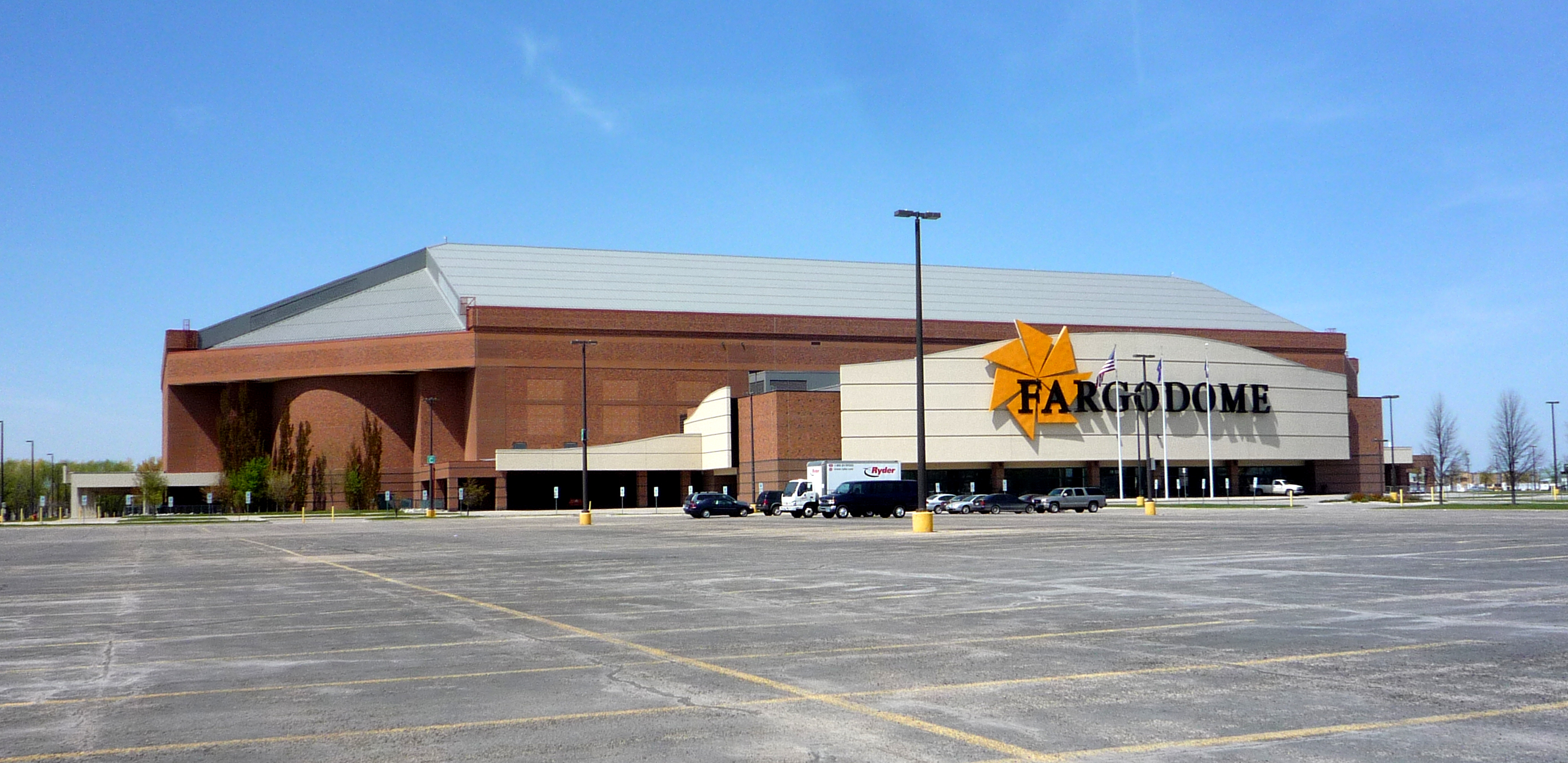
Fargodome.

North Dakota State Bison (en español: "Bisontes de la Estatal de Dakota del Norte") es la denominación de los equipos deportivos de la Universidad Estatal de Dakota del Norte, institución académica ubicada en Fargo, Dakota del Norte. Los Bison participan en las competiciones universitarias organizadas por la NCAA, y forman parte de The Summit League.

## Apodo y mascota
El apodo de la universidad es el de Bison, y fue elegido en 1919 por el entrenador de fútbol americano de entonces, que buscaba un nombre que tuviera más fuerza, que intimidara más a sus rivales que sus predecesores, los Farmers o los Aggies. La elección del bisonte obedece a su presencia habitual en las praderas de Dakota del Norte. La mascota responde al nombre de Thundar, que es una abreviatura de Thundering Herd, apodo extraoficial que también reciben los jugadores de NDSU.

## Programa deportivo
Los Bison tiene 16 equipos oficiales, 8 masculinos y 8 femeninos:
| Masculino: - Baloncesto - Campo a través - Golf - Atletismo - Atletismo en pista cubierta - Béisbol - Fútbol americano - Lucha | Femenino: - Baloncesto - Campo a través - Golf - Atletismo - Atletismo en pista cubierta - Sófbol - Fútbol - Voleibol |

## Fútbol americano
El equipo de fútbol americano fue uno de los más destacados cuando competían en la División II de la NCAA, logrando el título en 5 ocasiones (1983, 1985, 1986, 1988 y 1990), antes de cambiar a la División I (Football Championship Subdivisión), donde ha continuado su éxito, ganando 10 campeonatos nacionales desde 2011 (2011, 2012, 2013, 2014, 2015, 2017, 2018, 2019, 2021 y 2024).

## Baloncesto
El equipo masculino de baloncesto logró su mayor éxito en 2009, tras ganar el Torneo de The Summit League y obtener por primera vez una plaza en el Torneo de la NCAA, donde cayeron ante Kansas en primera ronda.

## Instalaciones deportivas
- Fargodome es el estadio donde disputan sus partidos el equipo de fútbol americano desde 1993. Tiene una capacidad para 18.700 espectadores.[4]
- Bison Sports Arena, es el pabellón donde disputan sus encuentros los equipos de baloncesto, lucha libre y atletismo en pista cubierta. Fue construido en 1970 y tiene en la actualidad capacidad para 5.830 espectadores.[5]